# Conacu
Conacu – wieś w Rumunii, w okręgu Konstanca, w gminie Cobadin. W 2011 roku liczyła 382 mieszkańców.